# 战区 (越南民主共和国)
战区，是1945年至1947年越南民主共和国在越南抗法独立战争中实施的一种党政军区划体系。

## 简介
1945年底，越南民主共和国设立跨省的战区：
- 第一战区：辖老街省、河江省、高平省、谅山省、北𣴓省、北江省、北宁省、太原省、宣光省、安沛省、富寿省、永安省。
- 第二战区：辖莱州省、山羅省、和平省、河内市、山西省、河东省、南定省、宁平省。
- 第三战区：辖兴安省、海阳省、太平省、建安省、广安省、海宁省、海防市。
- 第四战区：辖清化省、义安省、河静省、广平省、广治省、承天省。
- 第五战区：辖广南省、广义省、平定省、昆嵩省、嘉莱省。司令员兼政委阮山少将。
- 第六战区：辖福安省、庆和省、宁顺省、多乐省、林园省、上同奈省。
- 第七战区：辖土龙木省、边和省、西宁省、嘉定省、堤岸-西贡地区、巴地省。司令员阮平中将。
- 第八战区：辖新安省、美萩省、鹅贡省、槟椥省、沙沥省。
- 第九战区：辖朱笃省、河仙省、龙川省、迪石省、薄寮省、茶荣省、永隆省、芹苴省、朔庄省。

1946年10月，印度支那共产党中央召开常务军事会议，把9个战区调整为11个战区：
- 第一战区：从原第一战区分出。辖高平省、北𣴓省、太原省、富安省。
- 第二战区：辖莱州省、山羅省、和平省、山西省、河东省、南定省、宁平省。
- 第三战区：辖兴安省、海阳省、太平省、建安省、海防市。
- 第四战区：辖清化省、义安省、河静省、广平省、广治省、承天省。
- 第五战区：辖广南省、广义省、平定省、昆嵩省、嘉莱省。
- 第六战区：辖福安省、庆和省、宁顺省、多乐省、林园省、上同奈省。
- 第七战区：辖土龙木省、边和省、西宁省、嘉定省、堤岸-西贡地区、巴地省。
- 第八战区：辖新安省、美萩省、鹅贡省、槟椥省、沙沥省。
- 第九战区：辖朱笃省、河仙省、龙川省、迪石省、薄寮省、茶荣省、永隆省、芹苴省、朔庄省。
- 第十战区：从原第一战区分出。辖老街省、河江省、宣光省、安沛省、富寿省、永安省。
- 第十一战区：新增，辖河内市。
- 第十二战区：从原第一战区分出的谅山省、北江省、北宁省，以及从原第三战区分出的广安省、海宁省。

1946年12月，调整为：
- 第一战区：辖高平省、北𣴓省、太原省、富安省。
- 第二战区：辖和平省、山西省、河东省、河南省、南定省、宁平省。从1947年7月起，二战区辖河南省、南定省、宁平省以及和平省沱江南部地区。
- 第三战区：辖兴安省、海阳省、太平省、建安省、海防市。
- 第四战区：辖清化省、义安省、河静省、广平省、广治省、承天省。1947年8月，分出平治天战区，辖广平省、广治省、承天省。
- 第五战区：辖广南省、广义省、平定省、昆嵩省、嘉莱省。
- 第六战区：辖福安省、庆和省、宁顺省、多乐省、林园省、上同奈省。
- 第七战区：辖土龙木省、边和省、西宁省、嘉定省、堤岸-西贡地区、巴地省。
- 第八战区：辖新安省、美萩省、鹅贡省、槟椥省、沙沥省、茶荣省、永隆省。
- 第九战区：辖朱笃省、河仙省、龙川省、迪石省、薄寮省、芹苴省、朔庄省。
- 第十战区：辖老街省、河江省、宣光省、安沛省、富寿省、永安省。
- 第十一战区：辖河内市。后山西省、河东省入辖。
- 第十二战区：辖谅山省、北江省、北宁省、广安省、海宁省、鸿基特区。
- 第十四战区：1947年7月成立。辖莱州省、山羅省、和平省沱江北部地区、富寿省红河西部地区。
- 第十五战区：1947年8月成立。辖西原各省。

1948年1月改为联区的区划体制，即多个“战区”合并为“联区”之意。